# 近衛基実
近衛 基実（このえ もとざね、旧字体：近󠄁衞 基實）は、平安時代末期の公卿。藤原北家、関白藤原忠通の四男。官位は正二位、摂政、関白、左大臣。通称は六条摂政（ろくじょう せっしょう）。五摂家の筆頭である近衞家の祖。京都近衛の北、室町の東、近衛大路に面した近衛殿を邸宅としたことが家名の由来となった。

## 経歴
康治2年（1143年）、47歳の藤原忠通にとって16年前に早世させた三男以来の男子として誕生した。長く後継者となる男子に恵まれなかった忠通はその時には20歳以上も離れた弟頼長を猶子としており、表向き歓迎されない出生ではあった。しかし、翌年基実は母源信子の実家から高陽院に移され、久安元年（1145年）正月の載餅の儀式において忠通の事実上の後継者としての披露が行われた。もっとも、高陽院は忠通・頼長の姉藤原泰子（女院号：高陽院、鳥羽上皇皇后）の御所であることや、泰子が頼長を庇護していた事実関係からすると、むしろ泰子・頼長側が忠通に頼長の実子兼長を養嗣子とするよう要求し、代わって廃嫡となる基実は泰子の養子としてその所領を継承させることにしたのではないか、との見方もある（『台記』は久安元年の載餅には忠通は出席しなかったと記す）。その後、忠通と兼長の縁組は久安4年（1148年）には解消され、基実が忠通の後継者とされた。
久安6年（1150年）、8歳となった基実の元服と叙位が決定したが、9月に父の忠通は後継者問題を巡って忠通の父である藤原忠実から義絶されて藤氏長者の地位も奪われ、失脚同然の状態となった。そのため、諸国の受領の協力を得られずに12月25日に実施された元服の儀式では饗宴が行えず、本来は元服当日に行われる筈の正五位下左近衛少将への叙任も30日まで引き伸ばされた。基実はわずか10歳で従三位に叙せられたが、頼長の子供たちと比べると昇進は大幅に遅れており、摂関家の継承に必須の経歴とされる近衛中将の任官は従三位になってからであり（摂関家の嫡子は通常五位で任官）、近衛大将に至っては任じられることはついになかった。
ところが、近衛天皇崩御の後に忠通の後押しで後白河天皇が即位すると、父と天皇の引き立てで権中納言・権大納言を経て、保元2年（1157年）には正二位右大臣に叙任される。この間、保元の乱においては父とともに天皇に近侍し、東三条殿行幸の際に剣璽を奉じている。保元3年（1158年）8月、基実は16歳の若さで二条天皇の関白に栄進し、藤氏長者となった。62歳の老境に達していた忠通はまず基実を一刻も早く昇進させて関白の地位を譲り、自身は大殿として後見しようとしたのであった。
だが、忠通は一方で近衛大将を経ていない基実を摂関家正統の継承者として相応しくないと考えていた節もあり、忠通は基実の弟に摂関を継がせてその子孫に摂関家を継承させようとしたとする議論がある。忠通が意図した継承者としては、朝廷内で忠通に次ぐ実力者だった閑院流藤原氏の三条公教の娘を妻に迎え忠通自筆の日記も継承した五男松殿基房と考える説、長女藤原聖子（皇嘉門院、崇徳天皇皇后）の養子となったことで摂関家嫡子と同様の昇進を遂げた六男九条兼実と考える説がある。平治2年（1160年）に基実は左大臣に任ぜられたが、翌年には松殿基房も右大臣、九条兼実は権大納言に昇進している。基実は特に基房を警戒しており、基実が基房に宿意（恨み）を抱いていたと基実没後に兼実が記しているほどである（『玉葉』承安2年11月20日条）。しかも基実の正室は院近臣・受領クラスの藤原忠隆の娘に過ぎない上、その妻の兄藤原信頼が平治の乱の首謀者であったため、基実は苦しい立場にあった。
しかし、長寛2年（1164年）2月に忠通が急死して2か月の後、基実は平清盛の娘盛子と結婚する。清盛は元々二条天皇の乳父であり、急速に台頭してきた平家一門を後ろ盾に得ようとしたと考えられている（実際にこれ以降、清盛の一族が摂関家の家司などの家政職員に登用されるようになる）。翌長寛3年（1165年）、基実は六条天皇の摂政となったが、1年後の永万2年（1166年）7月26日、病により（死因は赤痢であったと伝えられる）わずか24歳で薨御した。正一位太政大臣を追贈された。
基実の子供たちは幼く、異母弟松殿基房が摂政に就任したが、清盛と家司藤原邦綱の工作で摂関家の所領や日記の大半は一時的に盛子が継承し、将来的に基実嫡男の基通（盛子の養子）が継承することとされた。基実は摂関家の継承者としては決して安泰でなくしかも夭折したが、こうして彼を祖とする近衛家が摂家の一つとして継続していくこととなった。

## 官歴
※日付は旧暦。
- 久安6年（1149年）12月25日：元服し、正五位下に叙位。左近衛少将に任官。昇殿・禁色を許される。
- 久安7年（1150年）1月6日：従四位下に昇叙し、左近衛少将如元。
- 仁平元年（1151年）
  - 月日不詳：近江介を兼任。
  - 2月2日：正四位下に昇叙し、左近衛少将・近江介如元。
- 仁平2年（1152年）
  - 3月8日：従三位に昇叙し、左近衛少将如元。
  - 9月9日：左近衛中将に転任。
- 仁平3年（1153年）
  - 1月7日：正三位に昇叙し、左近衛中将如元。
  - 1月21日：播磨権守を兼任。
- 仁平4年（1154年）
  - 1月27日：権中納言に転任し、左衛門督を兼任。
- 久寿元年（1155年）
  - 9月13日：権大納言に転任し、左衛門督如元。
  - 9月17日：従二位に昇叙し、権大納言・左衛門督如元。
  - 10月28日：橘氏長者宣下（藤原氏が宣下を受ける例）
- 保元2年（1157年）
  - 1月24日：正二位に昇叙し、権大納言・左衛門督如元。
  - 8月19日：右大臣に転任。
  - 12月17日：守仁親王の東宮傅を兼任。
- 保元3年（1158年）8月11日：関白宣下、藤原氏長者宣下、右大臣如元。列座は、従一位太政大臣・藤原宗輔、正二位左大臣・藤原伊通に続いての座順。一座とはならず。
- 平治2年（1160年）8月11日：左大臣に転任し、関白・藤原氏長者如元。列座は、正二位守太政大臣・藤原伊通の次座。
- 長寛2年（1164年）閏10月7日：左大臣を辞す。
- 長寛3年（1165年）
  - 2月3日：藤原伊通の薨去により、一座となる。
  - 6月25日：関白を止め、摂政宣下。
- 永万2年（1166年）
  - 7月26日：薨去。享年24。
  - 8月12日：贈正一位太政大臣。

## 系譜
- 父：藤原忠通
- 母：源信子（源国信の娘）
- 正室：平盛子（平清盛の娘）
- 妻：藤原忠隆の娘
  - 長男：近衞基通（1160年-1233年）
- 妻：藤原顕輔の娘
  - 次男：粟田口忠良（1164年-1225年） - 子孫は粟田口家
  - 女子：近衛通子（1163年-?） - 高倉天皇妃、安徳天皇准母、准三宮
- 妻：源盛経の娘
  - 男子：覚尊
- 生母不明の子女
  - 男子：祐覚
  - 男子：道鑑

## 関連作品
テレビドラマ
- 『草燃える』（1979年、NHK大河ドラマ、演：鶴岡修）
- 『平清盛』（2012年、NHK大河ドラマ、演：村杉蝉之介）